# Didogobius bentuvii
Didogobius bentuvii е вид лъчеперка от семейство Попчеви (Gobiidae).

## Разпространение
Видът е разпространен в Израел.